# John Herschel
John Frederick William Herschel (født 7. marts 1792, død 11. maj 1871) var en engelsk matematiker, astronom, kemiker og eksperimentel fotograf og opfinder. Han var søn af astronomen William Herschel og far til tolv børn. J. Herschel studerede ved Eton College og efterfølgende på St John's College i Cambridge.
Herschel indførte brugen af julianske dage i astronomien. Han navngav syv af Saturns og fire af Uranus måner. Desuden ydede han mange bidrag til fotografering og undersøgte farveblindhed og virkningerne af ultraviolet lys.